# Gawain
Sir Gawain a kerekasztal lovagjainak egyike.

## Személyisége
Azon kevesek közé tartozik, akiket legalább egy róla szóló mű a „legnagyobbnak” nevez. A költeményben a „legfiatalabbként” is említik, és többször történik utalás heves, meggondolatlan természetére, ugyanakkor antonomáziaszerű, vagyis körülírásos ragadványneve a „hajadonok bajnoka” is, tehát minden nő védelmezője. Talán ezért ritkák a konkrét szerelmi viszonyairól szóló híradások, felesége pedig úgynevezett „csúnya nő” (loathly lady), akit az ő erényessége és nőtisztelete varázsol széppé. 
Több mű a grálkeresők legtisztábbjaként írja le. Artúr király unokaöccse, húgának, Morgause-nak fia, és csak akkor fordul szembe urával, amikor az Lancelottal folytatott viszonya miatt meg akarja égetni feleségét, Ginevrát. A halál azonban ismét Artúr táborában éri: tulajdon testvére, a trónbitorló Mordred csapatai ellen küzdve esik el, abban az ütközetben, amelyben Artúr is halálos sebet kap.

## Szépirodalmi feldolgozása magyarul
- Sir Gawain és a zöld lovag zord históriája régi angol versben a brit előidőkből; ford., utószó Vajda Miklós, jegyz. Szász Imre, ill. Reich Károly; Magyar Helikon, Bp., 1960

## Érdekességek
A 2054 Gawain kisbolygót róla nevezték el.